# Inmaculada Gabarro
María Inmaculada Gabarro Romero, detta Inma (Espartinas, 5 novembre 2002), è una calciatrice spagnola, centrocampista dell'Everton e della nazionale spagnola.

## Statistiche

### Presenze e reti nei club
Statistiche aggiornate al 16 giugno 2024.
| Stagione        | Squadra         | Campionato      | Campionato | Campionato | Coppe nazionali | Coppe nazionali | Coppe nazionali | Coppe continentali | Coppe continentali | Coppe continentali | Altre coppe | Altre coppe | Altre coppe | Totale | Totale |
| Stagione        | Squadra         | Comp            | Pres       | Reti       | Comp            | Pres            | Reti            | Comp               | Pres               | Reti               | Comp        | Pres        | Reti        | Pres   | Reti   |
| --------------- | --------------- | --------------- | ---------- | ---------- | --------------- | --------------- | --------------- | ------------------ | ------------------ | ------------------ | ----------- | ----------- | ----------- | ------ | ------ |
| 2019-2020       | Siviglia        | PD              | 1          | 0          | CS              | 1               | 0               | -                  | -                  | -                  | -           | -           | -           | 2      | 0      |
| 2020-2021       | Siviglia        | PD              | 32         | 4          | CS              | 1               | 0               | -                  | -                  | -                  | -           | -           | -           | 33     | 4      |
| 2021-2022       | Siviglia        | PD              | 30         | 5          | CS              | 2               | 0               | -                  | -                  | -                  | -           | -           | -           | 32     | 5      |
| 2022-2023       | Siviglia        | PD              | 28         | 7          | CS              | 0               | 0               | -                  | -                  | -                  | -           | -           | -           | 28     | 7      |
| 2023-2024       | Siviglia        | PD              | 29         | 6          | CS              | 1               | 0               | -                  | -                  | -                  | -           | -           | -           | 30     | 6      |
| Totale Siviglia | Totale Siviglia | Totale Siviglia | 120        | 22         | -               | 5               | 0               | -                  | -                  | -                  | -           | -           | -           | 125    | 22     |
| 2024-2025       | Everton         | WSL             | -          | -          | FA              | -               | -               | -                  | -                  | -                  | FA WLC      | -           | -           | -      | -      |
| Totale carriera | Totale carriera | Totale carriera | 120        | 22         | -               | 5               | 0               | -                  | -                  | -                  | -           | -           | -           | 125    | 22     |

## Palmarès

### Nazionale
- Campionato mondiale under 20: 1

2022

### Individuale
- Scarpa d'oro mondiale U20: 1

2022 (8 reti)